# Rogovac
Rogovac – wieś w Chorwacji, w żupanii virowiticko-podrawskiej, w gminie Špišić Bukovica. W 2011 roku liczyła 228 mieszkańców.